# Obniżenie Niemodlińskie
Obniżenie Niemodlińskie – mikroregion wchodzący w skład Równiny Niemodlińskiej, został uformowany w efekcie nasunięcia i następnie regresu jęzora lodowca.  Od obszarów sąsiednich Obniżenie Niemodlińskie odgraniczone jest wyraźnie krawędzią, o wysokości sięgającej 20 metrów (pozostałość granicznego zasięgu lodów). Obniżenie, najniżej położony teren na obszarze Równiny Niemodlińskiej, znamionuje także niewielkie zróżnicowanie morfologiczne. Znaczący wpływ na niewielką rozmaitość morfologiczną miała Ścinawa Niemodlińska, która poprzez akumulację osadów dennych, zniwelowała wiele wcześniejszych form morfologicznych.